# US Open de 2002
O US Open de 2002 foi um torneio de tênis disputado nas quadras duras do USTA Billie Jean King National Tennis Center, no Flushing Meadows-Corona Park, no distrito do Queens, em Nova York, nos Estados Unidos, entre 26 de agosto e 8 de setembro. Corresponde à 35ª edição da era aberta e à 122ª de todos os tempos.

## Finais

### Profissional
| Categoria | Evento    | Campeã(s)(o/ões)                    | Vice-campeã(s)(o/ões)             | Resultado          | Chave(s)  | Chave(s)       |
| --------- | --------- | ----------------------------------- | --------------------------------- | ------------------ | --------- | -------------- |
| Simples   | Masculino | Pete Sampras                        | Andre Agassi                      | 6–3, 6–4, 5–7, 6–4 | principal | qualificatório |
| Simples   | Feminino  | Serena Williams                     | Venus Williams                    | 6–4, 6–3           | principal | qualificatório |
| Duplas    | Masculino | Mahesh Bhupathi Max Mirnyi          | Jiří Novák Radek Štěpánek         | 6–3, 3–6, 6–4      | principal | principal      |
| Duplas    | Feminino  | Virginia Ruano Pascual Paola Suárez | Elena Dementieva Janette Husárová | 6–2, 6–1           | principal | principal      |
| Duplas    | Misto     | Lisa Raymond Mike Bryan             | Katarina Srebotnik Bob Bryan      | 7–6, 7–6           | principal | principal      |

### Juvenil
| Categoria | Evento    | Campeã(s)(o/ões)                | Vice-campeã(s)(o/ões)          | Resultado | Chave(s)  | Chave(s)       |
| --------- | --------- | ------------------------------- | ------------------------------ | --------- | --------- | -------------- |
| Simples   | Masculino | Richard Gasquet                 | Marcos Baghdatis               | 7–5, 6–2  | principal | qualificatório |
| Simples   | Feminino  | Maria Kirilenko                 | Barbora Strycova               | 6–4, 6–4  | principal | qualificatório |
| Duplas    | Masculino | Michel Koning Bas Van der Valk  | Brian Baker Chris Guccione     | 6–4, 6–4  | principal | principal      |
| Duplas    | Feminino  | Elke Clijsters Kirsten Flipkens | Shadisha Robinson Tory Zawacki | 6–1, 6–3  | principal | principal      |